# Jan Balog
Jan Balog (* 28. června 1969 Košice) je bývalý romský boxer a trenér.

## Životopis
S boxem začínal v Lokomotivě Košice. Ze Slovenska se přestěhoval do Prahy a působil v TJ Praga. Má 83 vyhraných zápasů ze 109. V roce 1985 se stal juniorským mistrem ČSSR.
Kariéru ukončil v roce 1999. Po kariéře si založil vlastní klub pod názvem Box Club Palaestra. Podporuje romskou menšinu v ČR. Je členem Magistrátu hlavního města Prahy, je stálým hostem rady a vlády pro romskou národnostní menšinu. Jeho boxerský klub se soustředí na pomoc dětem, např. jak se vypořádat s šikanou.